# Quseir
Quseir, in arabo القصير‎?, (conosciuta anche come al-Qusayr, El Quseir, Quesir, Kosseir), è una città dell'Egitto che si trova sulla riva occidentale del Mar Rosso.
La città di Quseir è situata centoquaranta chilometri a sud di Hurghada e ottanta chilometri da Safaga.

## Storia
L'antica città di Quseir al-Qadim (Quseir l'Antica) e il suo porto, ritenuto il più antico porto egiziano, sono stati fondati dagli antichi egizi circa cinquemila anni fa e sono situati a circa otto chilometri a nord dell'attuale città. Il porto era denominato Tjau sotto il Regno di Hatshepsut, Myos Hormos dai Tolemaici e Leucus Limen (porto bianco) dai Romani.
La città venne utilizzata come porto commerciale dai Faraoni e dai Romani. Hatshepsut, l'antica regina egizia, usò il porto come base per l'avvio di viaggi commerciali verso la terra di Punt, sulla costa dell'Eritrea e il Corno d'Africa. Dopo la conquista araba, il porto fu utilizzato per i commerci con l'Est e per il pellegrinaggio a La Mecca. Nel XV secolo compare in mappe marittime portoghesi per l'India.
Quseir fu fortificata, a difesa dagli invasori, dal Sultano Ottomano Selim I nel XVI secolo e costruito un nuovo porto più a sud, meglio protetto dai venti. Mehmet Ali fece partire da lì la campagna militare contro i Wahhabiti a Hijaz.
Napoleone Bonaparte, nella campagna d'Egitto del 1799, rinforzò la fortezza a difesa del porto, installando cannoni sulle mura e una nuova piattaforma di avvistamento; l'occupazione della città durò pochi anni: le forze britanniche nel 1801 scacciarono quelle francesi dopo una feroce battaglia.
L'apertura del canale di Suez nel 1869 e la costruzione della linea ferroviaria Alessandria-Cairo-Suez segnarono il declino dell'importanza strategica di Kosseir.
Alla fine del XIX secolo vennero scoperti giacimenti di fosfato, che a inizio del XX secolo furono concessi in sfruttamento a società italiane.

## Galleria d'immagini

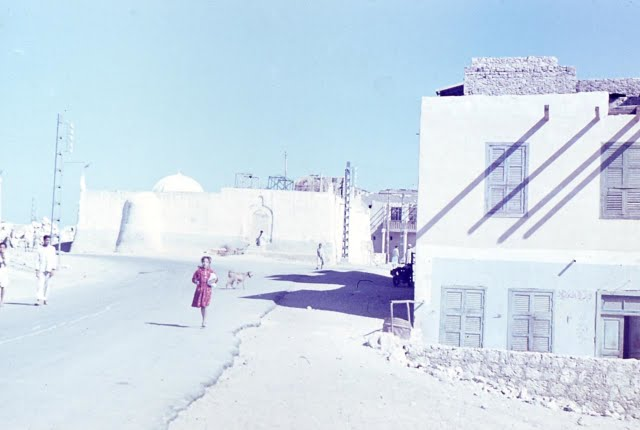
Nella città vecchia
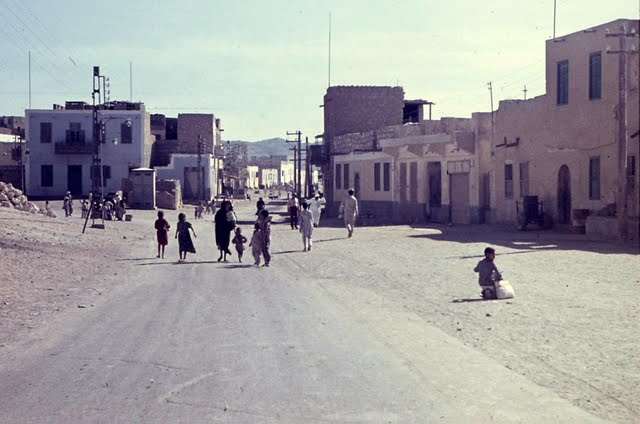
Per le strade di El Qoseir
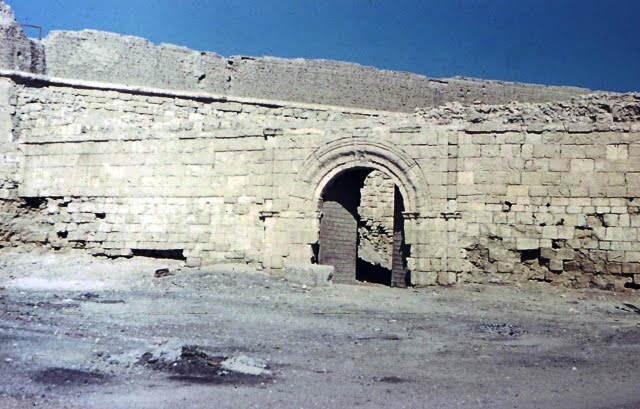
Fortress in El Qoseir (1968)